# Robert Kosieradzki
Robert Kosieradzki (ur. 7 czerwca 1937 w Częstochowie, zm. 6 lipca 1990 w Krakowie) – polski artysta fotograf. Członek rzeczywisty Okręgu Krakowskiego Związku Polskich Artystów Fotografików. Członek rzeczywisty i członek honorowy Krakowskiego Klubu Fotograficznego.

## Życiorys
Robert Kosieradzki, absolwent Technikum Górnictwa Rud w Częstochowie i Akademii Górniczo-Hutniczej w Krakowie, związany z małopolskim środowiskiem fotograficznym, od 1955 roku mieszkał i pracował w Nowej Hucie. Fotografował od końca lat 50. XX wieku. Miejsce szczególne w jego twórczości zajmowała fotografia reportażowa, fotografia krajoznawcza, fotografia krajobrazowa – w zdecydowanej większości przedstawiająca architekturę, krajobrazy oraz mieszkańców Nowej Huty. W 1958 roku został członkiem ówczesnego Klubu Fotografików Amatorów funkcjonującego przy Zakładowym Domu Kultury Huty im. Lenina – obecnego Krakowskiego Klubu Fotograficznego. W 1960 roku ukończył wyższy kurs fotografii, którego organizatorem było Polskie Towarzystwo Fotograficzne. W latach 1973–1977 był zatrudniony na etacie fotografa w Miejskim Biurze Projektów w Krakowie.
Robert Kosieradzki był współautorem wielu wystaw fotograficznych; zbiorowych oraz pokonkursowych. Jego fotografie prezentowane m.in. w Bułgarii, Czechosłowacji, Niemieckiej Republice Demokratycznej oraz w Polsce – były wielokrotnie doceniane akceptacjami, medalami, nagrodami, wyróżnieniami, dyplomami, listami gratulacyjnymi. W 1974 roku został przyjęty w poczet członków Okręgu Krakowskiego Związku Polskich Artystów Fotografików. W 1981 roku został rzeczoznawcą  do spraw fotografii w Ministerstwie Kultury i Sztuki. Jako fotograf współpracował z czasopismami: Głos Nowej Huty, Panorama, Polityka, Tygodnik Powszechny. Od 1985 roku do 1990 pracował jako instruktor fotografii w Nowohuckim Centrum Kultury. W 1985 roku otrzymał stypendium Miasta Krakowa. 
Fotografie Roberta Kosieradzkiego znajdują się w zbiorach Museum für Fotografie w Berlinie.

## Wystawy indywidualne (pośmiertne)
- Wystawa retrospektywna (Foto-Galeria Nowohuckiego Centrum Kultury 1991)
- Nowa Huta – lata 60. i 70. (Foto-Galeria Nowohuckiego Centrum Kultury 2006)
- Nowa Huta – lata 60. (Foto-Galeria Nowohuckiego Centrum Kultury 2006)
- Nowa Huta – najmłodsza siostra Krakowa (Foto-Galeria Nowohuckiego Centrum Kultury 2007)
- Świadkowie minionego czasu (Muzeum Historii Fotografii im. Walerego Rzewuskiego w Krakowie 2015)
- Kadrowanie PRL-u (Muzeum PRL-u w Nowej Hucie 2016)[10]

Źródło

## Wybrane wystawy pokonkursowe
- Wawel w fotografii artystycznej – 1965
- Kobieta – 1969
- 20 lat Nowej Huty – 1970
- Kazimierz wczoraj, dziś, jutro – 1970
- Kraków w moim obiektywie – 1973
- 25 lat Nowej Huty (Grand Prix) – 1974
- Człowiek i Morze Czarne (srebrny medal; Bułgaria) – 1974
- Polska współczesna fotografia artystyczna – 1985

Źródło